# Connor Franta
Connor Joel Franta, simplement connu Connor Franta, est un youtubeur, entrepreneur, philanthrope et écrivain américain né le 12 septembre 1992 dans le Wisconsin.
Il est principalement connu pour sa chaîne YouTube qui compte plus de 4.86 millions d'abonnés et plus de 420 millions de vues en septembre 2023. Il est le créateur et le gérant de la marque Common Culture et du label de musique Heard Well. Franta est également très actif dans l'aide au développement, notamment avec l'association The Thirst Project. 
En 2015, il a fait ses débuts dans l'écriture avec la publication d'un mémoire intitulé Rêver sa vie ! (A Work in Progress en version originale).

## Biographie

### Enfance
Connor Franta est né le 12 septembre 1992 dans le Wisconsin aux États-Unis. Peu après sa naissance, sa famille déménage à La Crescent dans le Minnesota. De l'école élémentaire au collège, Connor a fréquenté la St. Peter's Catholic School dans le Minnesota. Là-bas, il rejoint l'équipe de natation de la Young Men's Christian Association. Il effectue ses années lycée au lycée de La Crescent où il rejoint l'équipe de cross-country de l'établissement.
Il étudie ensuite le business à la Saint John's University dans le Minnesota. Lors de sa deuxième année, il y étudie aussi l'art, avec une spécialisation dans la réalisation.

### YouTube
Inspiré par d'autres youtubeur, Connor publie sa première vidéo sur YouTube en août 2010. Sa vidéo atteint vite les 270 millions de vues et sa chaîne attire peu à peu plus de 5,5 millions d'abonnés.
Avec son succès, Connor décide de partir vivre à Los Angeles. Là-bas, il forme avec d'autres youtubeur la chaîne Our2ndLife. La chaîne lui permet de se faire connaitre un peu plus du grand public. En parallèle, il continue à publier des vidéos via sa chaîne personnelle. En juillet 2014, il quitte le groupe pour des raisons personnelles.
En 2014, son succès grandissant lui permet d'être nommé aux Teen Choice Awards et Streamy Awards mais il remporte sa première récompense en 2016 lors des People's Choice Awards 2016 où il remporte le prix de la Star Youtube préférée.

### Common CultureetHeard Well

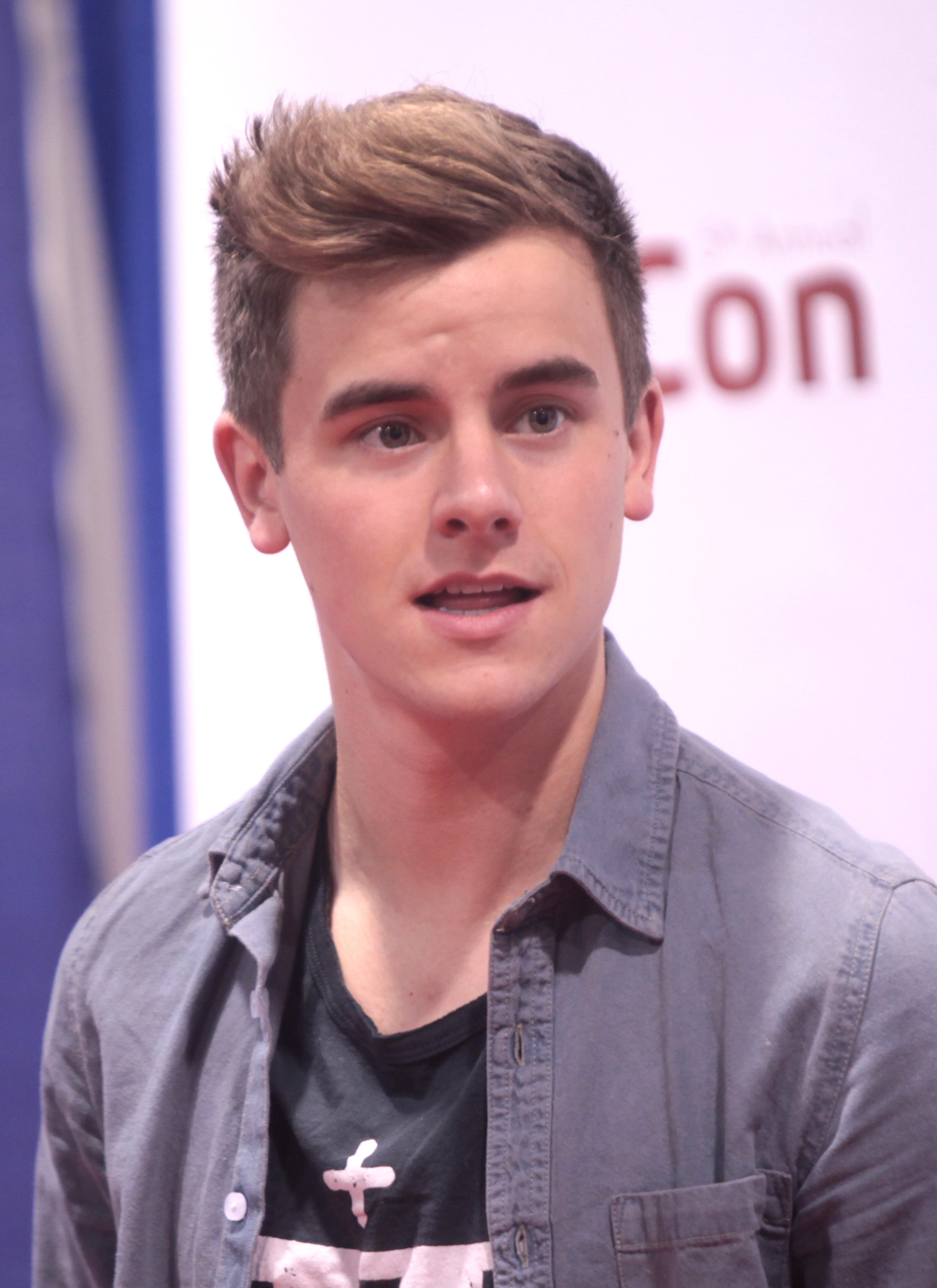
Connor Franta à la VidCon au Anaheim Convention Center en juin 2014.

En 2014, Connor édite une compilation intitulée Crown, Vol. 1. Cette compilation contient des chansons d'artistes émergents sélectionnés par Connor. L'année suivante, il décide de lancer sa propre marque : Common Culture.  Pour le lancement de la marque, il édite un deuxième volume de la compilation.
Common Culture est une marque très variée. Elle propose des vêtements, des accessoires mais aussi du café. En effet, en 2015, Connor a lancé le café Common Culture Coffee en collaboration avec LA Coffee Club. Quelques mois après, la marque a lancé une collection capsule de vêtements pour la boutique Junk Food Clothing. Actuellement, les produits de la marques sont principalement distribués via son site internet.
En juillet 2015, Connor s'associe avec son manager Andrew Graham et Jeremy Wineberg du label Opus Label pour lancer son propre label musical intitulé Heard Well. Le label s'occupera d'éditer les compilations de la marque Common Culture dans le but d'aider à révéler des artistes indépendants et émergents.

### Écriture
En 2015, Connor publie via l'éditeur Simon & Schuster, un mémoire intitulé A Work in Progress. Dans ce livre, il parle de son parcours et de ses inspirations notamment de comment il a commencé à publier des vidéos sur YouTube et comment cela lui a permis de développer d'autres projets, comme sa marque.
Le livre est resté 16 semaines dans la liste des Best-seller du New York Times et s'est vendu a plus de 200 000 de copies. 
En 2017, il publie un second livre intitulé Note to Self. Ce second livre est un recueil d'essais, histoire, poèmes et photographies de Connor sur plusieurs sujets comme la dépression, l'anxiété, les ruptures ou encore la confiance en soi.

### Philanthropie
En 2014, pour fêter ses 22 ans, Connor a lancé une campagne pour l'association The Thirst Project. Cette campagne avait pour but de réunir de l'argent pour construire des puits à eaux au Swaziland. La somme a atteindre était 120 000 $ à réunir en un mois en offrant en échanges aux fans des t-shirts, des posters, des remerciements dans une vidéo spéciale ou même une discussion vidéo via Skype avec Connor. En 48 heures, les fans avaient déjà réunis 75 000 $. L'objectif de 120 000 $ a quant à lui été atteint en 10 jours. Le projet a donc en tout réunis 230 000 $. Quelques mois après la fin du projet, il s'est rendu au Swaziland pour voir les puits qui ont pu être construits avec l'argent récolté.
Pour ce projet, Connor a reçu le Governor's Award au gala de l'association The Thirst Project en 2015.
En 2015, pour ses 23 ans, Connor a relancé le même projet, réunissant cette fois-ci 191 000 $ permettant de construire 16 puits supplémentaires au Swaziland.

### Vie privée
En décembre 2014, Connor révèle son homosexualité via une vidéo publiée sur sa chaîne YouTube.